# Wohn- und Wirtschaftsgebäude Knakenburg 2
Das Wohn- und Wirtschaftsgebäude Knakenburg 2 nördlich von Dorum in der niedersächsischen Gemeinde Wurster Nordseeküste im Landkreis Cuxhaven stammt vom 19. Jahrhundert.
Aktuell (2024) wird es als Wohnhaus und wohl landwirtschaftlich genutzt.
Das Gebäude steht unter Denkmalschutz (siehe auch Liste der Baudenkmale in Wurster Nordseeküste).

## Beschreibung
Das eingeschossige traufständige verklinkerte Wohn- und Wirtschaftsgebäude als Zweiständer-Hallenhaus mit reetgedecktem Satteldach, regionaltypisch verbretterten oberen Giebeldreiecken und der Grooten Door mit Korbbogen sowie zwei halbkreisförmigen Fenstern, ansonsten schlichte Fassade, wurde 1848 (Inschrift) gebaut.
Auf dem Hof stehen weitere nicht denkmalgeschützte Nebengebäude.
Das Landesdenkmalamt befand u. a.: „… ein massives regionstypisches Gebäude mit dem Gerüst eines Zweiständer-Hallenhauses …“